# Rayderley Zapata
Rayderley Miguel Zapata Santana (né le 26 mai 1993 à Saint-Domingue en République dominicaine) est un gymnaste espagnol, dont l'agrès de prédilection est le sol.
Il remporte la médaille d'or lors des Jeux européens de Bakou dans cette spécialité et la médaille d'argent aux Mondiaux de 2020

## Palmarès

### Jeux olympiques
- Jeux olympiques 2020
  -  médaille d'argent au sol

### Championnats du monde
- Glasgow 2015
  -  médaille de bronze au sol

### Jeux européens
- Bakou 2015
  -  médaille d'or au sol

### Jeux méditerranéens
- Tarragone 2018
  -  médaille d'or au concours général par équipes